# ケーニヒスベルガー・クロプセ

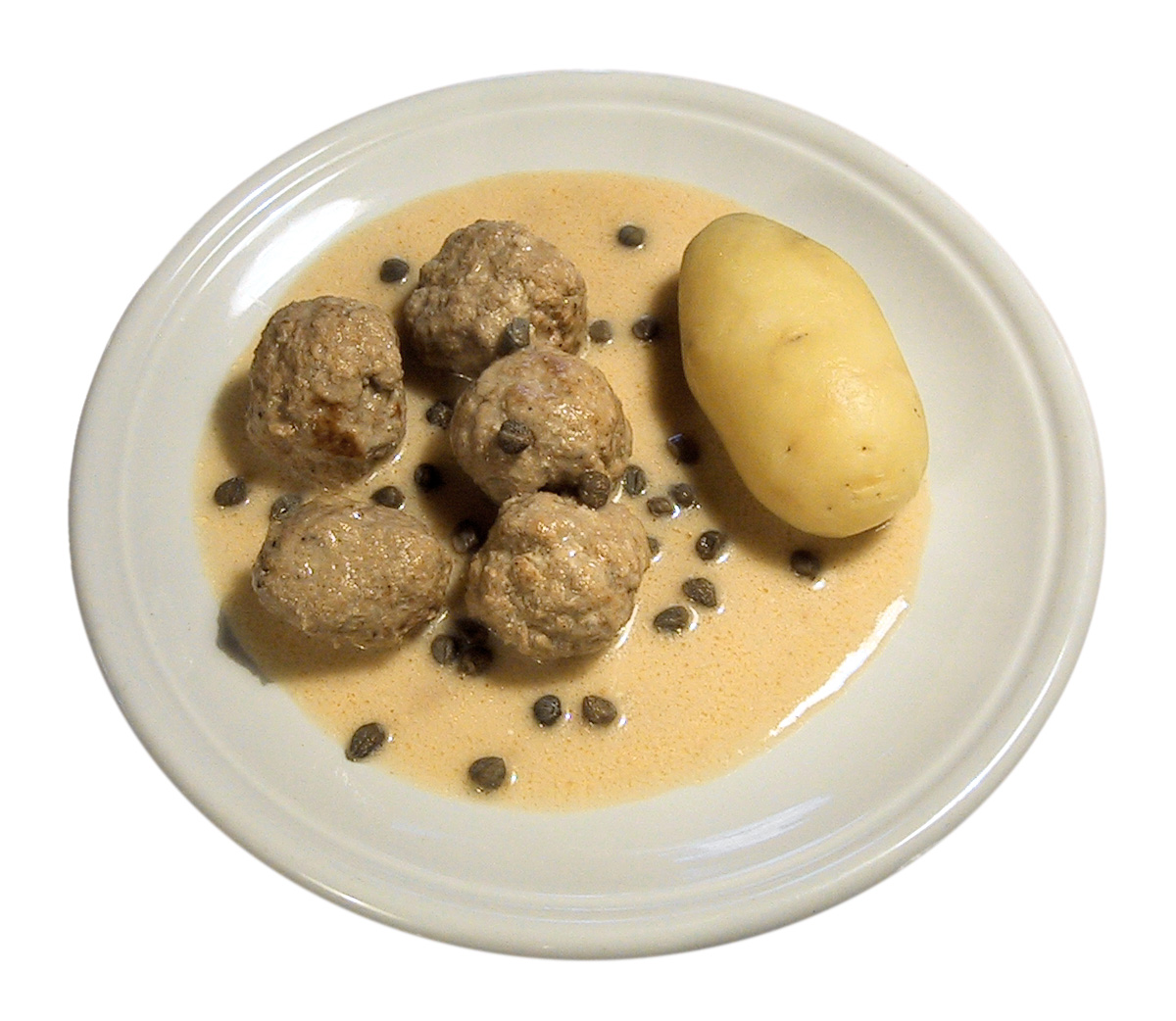
ケーニヒスベルガー・クロプセ

ケーニヒスベルガー・クロプセ (ドイツ語: Königsberger Klopse) は東プロイセンの名物料理で、肉団子をケッパーを加えたホワイトソースで供するものである。名称はかつてプロイセンの王都であったケーニヒスベルクにちなんでおり、「ケーニヒスベルク風クネーデル」という意味である。 
子牛肉に刻んだアンチョビ、タマネギ、白パン、卵、香辛料を加えて捏ねたパテを丸く成形して肉団子を作り、タマネギやコショウ、オールスパイス、ローレルを入れた塩水 (酢や白ワインを入れることもある) で茹でる。濾した茹で汁にルーやクリーム、卵黄を加えてとじ、レモン汁とケッパーを入れて作ったソースで食べる。伝統的なレシピでは子牛肉とアンチョビで作るが、牛肉や豚肉、合い挽き肉を使うこともある。アンチョビを塩漬けニシンで代用することもあるが、これはロストッカー・クロプセ (ロストック風肉団子) と呼ぶ。 
マッシュポテトを添えたり、一部の地域ではテーブルビートの酢漬けを添えたりもする。米飯を添えることも多い。   
1930年代の料理書では、牛肉と豚肉を刻んで作った肉団子を塩と酢を加えた水で茹でるというレシピが基本とされていた。ソースは茹で汁に小麦粉とサワークリーム、卵とバターを加えて作ると書かれていた。 
ドイツの世論調査機関フォルザが各地の郷土料理について調査したところによると、ドイツ人の93%がケーニヒスベルガー・クロプセを知っていると回答した。 

## 名称について
第二次世界大戦後、ケーニヒスベルクを含む東プロイセン北部はソ連領となったが、ドイツ民主共和国 (東ドイツ) ではソ連領となったケーニヒスベルクの名前に言及するのを憚ってコッホ・クロプセ (Kochklopse、茹で肉団子の意) と呼んだ。その後、ソ連はケーニヒスベルクをカリーニングラードと改名した上、ドイツ系住民を追放してロシア系住民を新たに入植させたため、ケーニヒスベルガー・クロプセのことを冗談めかしてレバンキステンクロプセ (RevanchistenKlopse、報復主義者の肉団子) と呼ぶようになった。

## 関連書籍
- Herings Lexikon der Küche. Fachbuchverlag Pfannenberg, Haan-Gruiten, 23. Auflage 2001, ISBN 3-8057-0470-4
- Erhard Gorys: Das neue Küchenlexikon. dtv, München 1994–2002, ISBN 3-423-36245-6
- Hans-Joachim Rose: Die Küchenbibel. Enzyklopädie der Kulinaristik. Tre Torri, Wiesbaden 2007, ISBN 978-3-937963-41-9